# Lorenzo Franchi
Ne doit pas être confondu avec Lorenzo Franchi (peintre).
Lorenzo Franchi, né à Vérone le 29 octobre 1920 et mort à Vérone le 20 juillet 2004, est un écrivain et journaliste italien.

## Biographie
Lorenzo Franchi est l'aîné de sept enfants. Il poursuit des études classiques. Lorsque la Seconde Guerre mondiale éclate, il s'engage dans l'armée alors qu'il n'a pas encore dix-huit ans et se trouve enrôlé au 2e régiment d'artillerie Voloire. Il est envoyé en 1941 combattre en Libye et recueillir les restes de l'armée en déroute du général Rodolfo Graziani. Il participe à la contre-offensive de Rommel et de ses Afrika Korps, en Afrique du Nord, jusqu'à Tobrouk et Sollum ; c'est à Sollum qu'il est gravement blessé en juin et perd un œil, et il est décoré par Rommel.
De retour en Italie, il adhère à la République sociale de Mussolini ; en juillet 1944, il est envoyé à Dantzig en province de Prusse-Orientale comme travailleur en soutien des Allemands ; mais les Allemands sont vaincus par l'Armée rouge et Franchi s'enfuit par Berlin et atteint Vérone au bout de maintes difficultés.
Il est chargé de la distribution des aides (UNRRA) et participe à la reconstruction de l'après-guerre, alors que l'Italie bénéficie du plan Marshall, comme employé à la préfecture. Ensuite, il voyage à l'étranger pour étudier les coutumes et les systèmes de gouvernement de ces pays. Il devient journaliste et collabore à divers organes de presse en publiant des articles sur l'histoire, la philosophie et la littérature.
Il a effectué en particulier de nombreux voyages en Extrême Orient, où il a étudié la philosophie bouddhiste et d'autres systèmes de pensée ésotériques. Il fait paraître deux ouvrages de base à ce propos La Philosophie bouddhiste essentielle et Étude comparative entre le bouddhisme et le christianisme. Il s'est aussi longtemps occupé comme journaliste en Italie de la criminalité et de sa psychologie. Il a collaboré à des journaux, comme La notte de Milan ou Il secolo d'Italia de Rome.

## Œuvres
- Filosofia buddista essenziale
- Studio comparativo tra buddismo e cristianesimo
- Sottobosco
- Delitto sul marciapiede
- Avventure nel Mare Tenebroso
- Bianca ed altre novelle, nouvelles
- Il senso della vita (Edizioni del Leone, 1996), roman
- Vivendi Modus (Edizioni del Leone, 1998), roman
- Un uomo una vita (Edizioni del Leone, 2002),  (ISBN 88-7314-044-0), autobiographie

## Source de la traduction
- (it) Cet article est partiellement ou en totalité issu de l’article de Wikipédia en italien intitulé « Lorenzo Franchi » (voir la liste des auteurs).